# 祖母井秀隆
祖母井 秀隆（うばがい ひでたか、1951年9月2日 - ）は、兵庫県神戸市出身の元サッカー選手・サッカー指導者、経営者。

## 来歴
兵庫県神戸市で生まれ、幼少期は兵庫県芦屋市で育つ。宮川小学校、芦屋市立精道中学校、報徳学園高校を経て、大阪体育大学に入学。
大学卒業後、1975年に読売サッカークラブに入団。半年で退団し、西ドイツに渡り、ドイツ4部リーグのBTSノイシュタント（BTS Neustadt）でプレー。退団後は引き続現地に留まり、ケルン体育大学でコーチング学を学ぶ。
1984年に帰国して、母校の大阪体育大学サッカー部および同好会チームの大体大蹴鞠団（佐川急便大阪SCの前身）でコーチを担当。
1995年からジェフユナイテッド市原・千葉（当時はジェフユナイテッド市原）の育成部長、1997年から2006年までゼネラルマネージャーに就任。
ドイツ留学時代に培った幅広い人脈を活かして、ヨーロッパからヤン・フェルシュライエン、ニコラエ・ザムフィール、ズデンコ・ベルデニック、ジョゼフ・ベングロシュ、イビチャ・オシム、アマル・オシムらを招聘した。
2007年よりフランスリーグ・アン所属で、当時日本のIT企業インデックス・ホールディングスが経営権を持っていたグルノーブル・フット38のGMに就任（5年契約）。一部昇格一年目となった2008-09シーズンに残留を決めたが、翌2009-2010シーズンはリーグ・アンにおける新記録となる開幕11連敗を喫するなど早々にリーグ・ドゥ（二部）降格が決まった。
また選手の年俸、移籍金についても、コストが増大。その影響でチームの運営継続が困難になる状況を作り出した張本人ともローカル紙では報道されている。グルノーブルは2010-2011シーズンも下位に低迷し、財政上の理由でアマチュアリーグであるフランスアマチュア選手権2（五部）に降格した。
2010年12月に京都サンガF.C.のGMに就任した。
2014年シーズン終了後に京都のGMを退任し、2015年より京都の育成部・普及部アドバイザーに就任すると発表された。
2016年4月より、淑徳大学客員教授、サッカー部アドバイザーとして就任。2017年4月より、淑徳大学コミュニティ政策学部授業を担当。2018年1月1日付でVONDS市原を運営する株式会社VONDS市原の代表取締役社長兼ゼネラルマネージャーに就任した。
2020年1月31日をもってVONDS市原代表取締役社長を辞任。

## 家族
ドイツ人の妻と三人の子供がいる。

## 著書
- 『祖母力 うばぢから オシムが心酔した男の行動哲学』光文社、2008年1月24日。ISBN 4334975348。
- 『「監督を決める」仕事 ―世界が認めた日本人GMの逃げないマネジメント』ダイヤモンド社、2010年3月12日。ISBN 4478008833。